# Begonia lubbersii
Espèce
Begonia lubbersii est une espèce de plantes de la famille des Begoniaceae. C'est un bégonia originaire du Brésil. L'espèce fait partie de la section Pereira.
Elle a été décrite en 1883 par Charles Jacques Édouard Morren (1833-1886). L'épithète spécifique lubbersii est un hommage à l'horticulteur et botaniste belge Louis Lubbers (1832-1905).
En 2018, l'espèce a été assignée à une nouvelle section Pereira, au lieu de la section Gaerdtia.

## Description

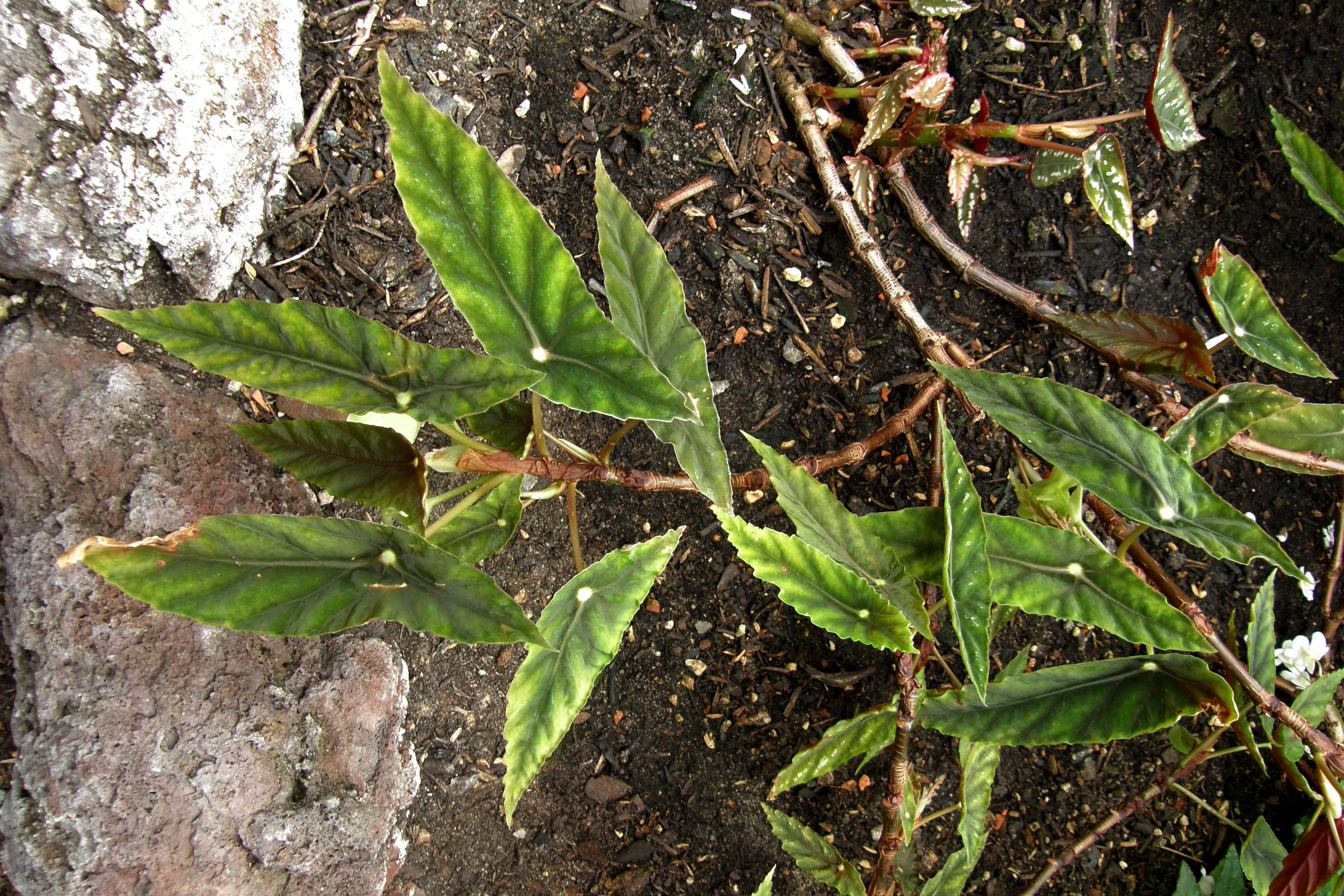
Begonia lubbersii, cultivé au jardin botanique de Berlin

## Répartition géographique
Cette espèce est originaire du pays suivant : Brésil.